# Medardo Lamberti
Medardo Pietro Lamberti (* 29. Juni 1890 in Piacenza; † 21. März 1986 ebenda) war ein italienischer Ruderer.

## Werdegang
Medardo Lamberti bildete mit seinem Bruder Giulio, Arturo Moroni, Vittore Stocchi, Guglielmo Carubbi, Amilcare Canevari, Medardo Galli, Benedetto Borella und Steuermann Angelo Polledri den italienischen Achter, der 1927 in Como Europameister wurde. Bei den Olympischen Sommerspielen 1928 in Amsterdam schied die gleiche Besatzung im Viertelfinale der Achter-Regatta aus. 